# لانه‌کن شکم‌نارنجی
لانه‌کن شکم‌نارنجی (نام علمی: Trogon aurantiiventris) نام یک گونه از سرده لانه‌کن‌های اصلی است.